# Episod pilot
Un pilot de televiziune (cunoscut și sub numele de pilot sau episod pilot și uneori comercializat ca un film de televiziune) este un episod autonom al unui serial de televiziune care este folosit pentru a vinde emisiunea unei rețele de televiziune. În momentul creării sale, pilotul este menit să fie terenul de testare pentru a vedea dacă o serie va avea succes. Prin urmare, este un episod de testare pentru serialul de televiziune prevăzut, un pas timpuriu în dezvoltarea seriei, la fel ca studiile-pilot să servească ca precursori la începutul activității mai mari.
În cazul unui serial de televiziune de succes, pilotul este de obicei primul episod care este difuzat de anumite serii sub numele său propriu; episodul care scoate seria „din pământ”. Un „pilot din spate” este un episod dintr-o serie de succes existentă, care prezintă viitoare personaje de legătură ale unei seriale sau a unui film de televiziune. Scopul său este de a introduce personajele într-un public înainte ca creatorii să decidă dacă intenționează sau nu să urmărească sau nu o serie cu aceste personaje.
Rețelele de televiziune folosesc piloți pentru a determina dacă un concept distractiv poate fi realizat cu succes și dacă cheltuielile cu episoade suplimentare sunt justificate. Un pilot este cel mai bine gândit ca un prototip al emisiunii care urmează, deoarece elementele se schimbă adesea de la pilot la serie. Varietatea estimează că doar puțin peste un sfert din toți piloții făcuți pentru televiziunea americană trec la etapa seriei. Majoritatea piloților nu sunt niciodată examinați public dacă nu reușesc să vândă o serie.

## Exemple
- „Ancient Aliens: Chariots, Gods & Beyond”  (martie 2009) este episodul pilot al serialului american Ancient Aliens
- „Iarna se apropie” (Winter Is Coming, aprilie 2011) - premiera sezonului I al serialului Urzeala tronurilor
- „Capcană umană” (The Man Trap, septembrie 1966) - este primul episod al sezonului I al serialului american științifico-fantastic Star Trek: Seria originală
- Lumi paralele (Doorways, 1993) - a fost creat de George R. R. Martin ca un episod pilot al unui serial TV care nu a mai fost realizat. Acum este considerat un film TV.
- „Protectorul” (ianuarie 1995) - este primul episod al sezonului I al serialului american Star Trek: Voyager
- „Pilot” (aprilie 1990) - este primul episod al sezonului I al serialului american Twin Peaks